# Myodes shanseius
Myodes shanseius е вид бозайник от семейство Хомякови (Cricetidae).

## Разпространение
Видът е разпространен в Китай (Вътрешна Монголия, Гансу, Пекин, Съчуан, Хубей, Хъбей, Хънан, Шанси и Шънси).